# Ямгілл (Орегон)
Ямгілл (англ. Yamhill) — місто (англ. city) в США, в окрузі Ямгілл штату Орегон. Населення — 1147 осіб (2020).

## Географія
Ямгілл розташований за координатами 45°20′28″ пн. ш. 123°11′6″ зх. д. / 45.34111° пн. ш. 123.18500° зх. д. (45.341101, -123.185044).  За даними Бюро перепису населення США в 2010 році місто мало площу 1,10 км², уся площа — суходіл.

## Демографія
Згідно з переписом 2010 року, у місті мешкали 1024 особи в 353 домогосподарствах у складі 285 родин. Густота населення становила 935 осіб/км².  Було 375 помешкань (342/км²).
Расовий склад населення:
| - 91,2 % — білих - 1,3 % — корінних американців - 1,1 % — азіатів - 0,1 % — чорних або афроамериканців - 2,6 % — осіб інших рас |

До двох чи більше рас належало 3,7 %. Частка іспаномовних становила 5,5 % від усіх жителів.
За віковим діапазоном населення розподілялося таким чином: 27,7 % — особи молодші 18 років, 63,4 % — особи у віці 18—64 років, 8,9 % — особи у віці 65 років та старші. Медіана віку мешканця становила 37,6 року. На 100 осіб жіночої статі у місті припадало 97,7 чоловіків;  на 100 жінок у віці від 18 років та старших — 92,7 чоловіків також старших 18 років.
Середній дохід на одне домашнє господарство  становив 82 656 доларів США (медіана — 70 208), а середній дохід на одну сім'ю — 83 992 долари (медіана — 70 521). Медіана доходів становила 49 792 долари для чоловіків та 43 393 долари для жінок. За межею бідності перебувало 7,9 % осіб, у тому числі 8,0 % дітей у віці до 18 років та 3,8 % осіб у віці 65 років та старших.
Цивільне працевлаштоване населення становило 489 осіб. Основні галузі зайнятості: освіта, охорона здоров'я та соціальна допомога — 20,9 %, виробництво — 18,6 %, роздрібна торгівля — 12,9 %, будівництво — 12,3 %.